# Aczél Pál
Aczél Pál, Acél (Siófok, 1885. december 9. – Hamburg, 1949. november 9.) magyar író, filmrendező.

## Élete

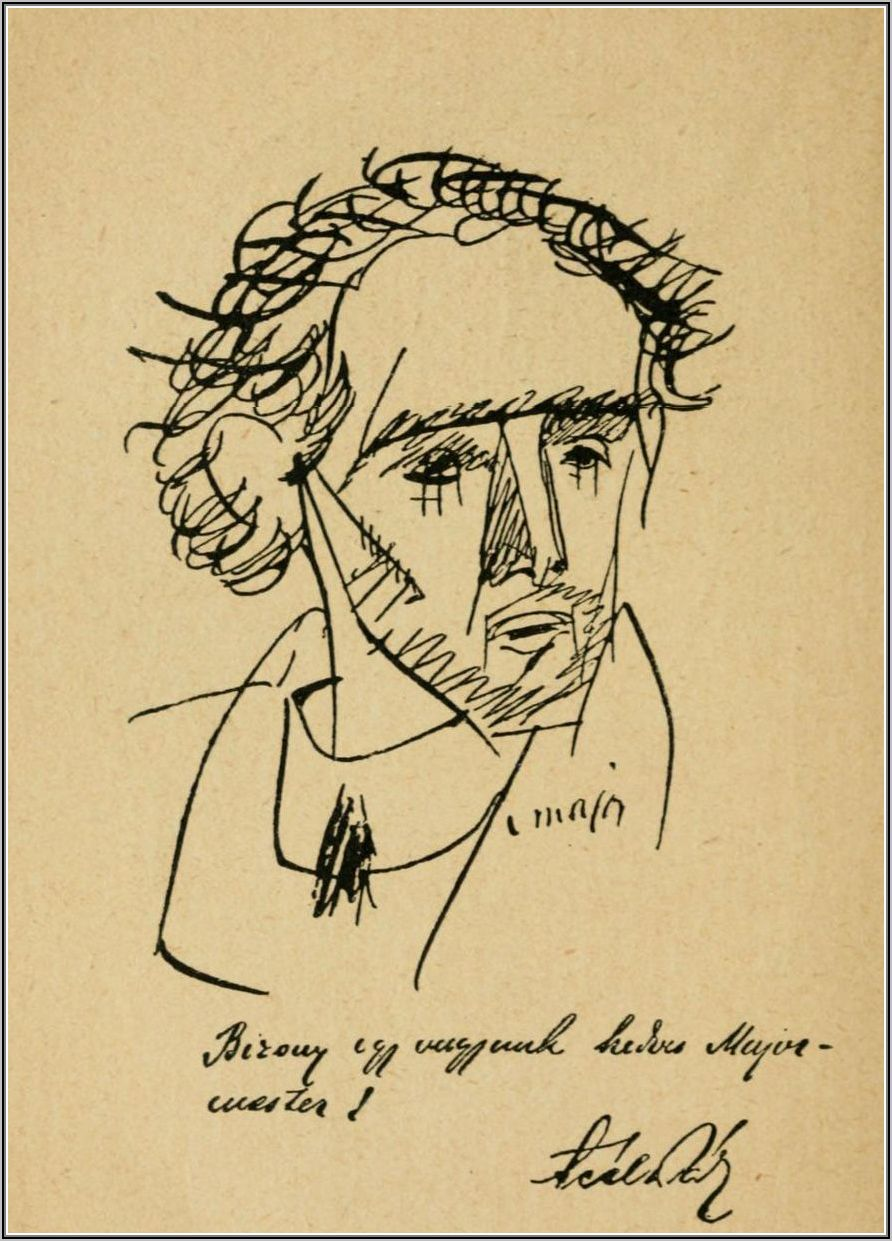
Major Henrik karikatúrája az íróról, 1913. Aczél Pál megjegyzése a kép alatt: „Bizony egy vagyunk, kedves Major-mester. Aczél Pál sk.”

Érettségi után íróként kezdte pályafutását. Két drámája jelent meg Budapesten 1913-ban: Ecce homo; Lakájok. Az utóbbihoz írt előszóban plágiummal vádolta meg Hajó Sándor írót. 1913-ban megalapította a Thália Filmvállalatot. Híradókat és filmszkeccseket készített, de mint technikai újító is felhívta magára a figyelmet.
1914-től rendezett. Filmre alkalmazta és megrendezte Petőfi Sándor Az apostol című költeményét. A pénz hatalmáról című filmtrilógiájának csak első része (A pénz) készült el Pallós Sándor rendezésében. 1920. április 23-án Ausztriába emigrált, ahol 1920-ban szövegkönyvírója volt a Casanova első és utolsó szerelme című filmnek. 1925-ben átköltözött Franciaországba, ahol a Humanité kiadóhivatalában dolgozott mint a munkásszínjátszók instruktora. Itt dolgozta át színpadra a Patyomkin cirkáló történetét Eizenstein filmje alapján. 1927-ben Illyés Gyulával együtt tagja lett a Magyar Nyelvű Forradalmi Írók és Művészek Szövetsége francia tagozatának, Nagy Ábellel együtt lefordította John Reed 10 nap, amely megrengette a világot című riportkönyvét, majd 1928-ban dramatizálta is. Franciaországból 1935-ben átköltözött Németországba, ahol visszavonultan élt.
1949-ben, 64 évesen halt meg Hamburgban.